# Bandera de Riudecols
La bandera oficial de Riudecols té el següent blasonament:
Bandera apaïsada, de proporcions dos d'alt per tres de llarg, tricolor horitzontal ondat, blau fosc, verd fosc i groc.
Va ser aprovada el 7 de març de 2006 i publicada en el DOGC el 23 de març del mateix any amb el número 4599.